# Origanum majorana
Origanum majorana, comúnmente llamada mejorana, mayorana, marjorama o almoraduj, es una hierba vivaz de la familia Lamiaceae, cultivada como condimento por su aroma, parecido al del orégano.

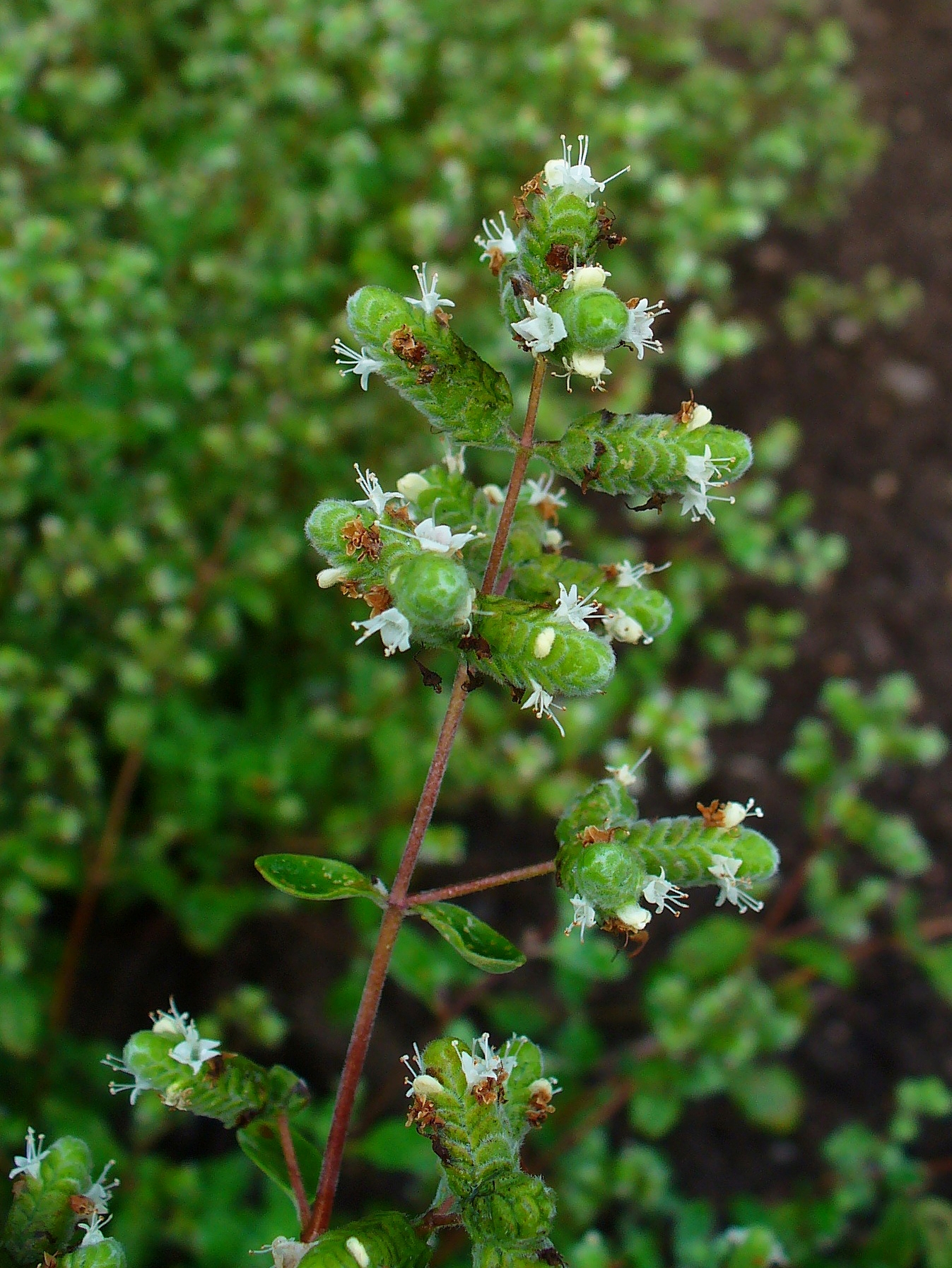
Vista de la planta.

## Distribución y hábitat
Es originaria de las tierras que bordean el Mediterráneo oriental, aunque está muy extendida en cultivo y en algunos lugares es subespontánea, en zonas de climas soleados y secos parecidos a los de su origen.

## Descripción
Es una planta herbácea, vivaz, que puede ser algo leñosa en la base. Las hojas son aovadas, de margen entero, opuestas, de color blanquecino por ser lanuginosas, lo que la diferencia del orégano, que las tiene verdes y casi lampiñas. En la época de floración la planta desarrolla tallos erectos, de hasta 60 cm de altura, en cuyo extremo aparecen las flores, muy pequeñas, típicamente labiadas, blancas o rosadas, reunidas en inflorescencias cimosas provistas de brácteas blanquecinas, muy apretadas, que les dan apariencia globulosa. Estas brácteas son las que contienen la mayor riqueza en aceite esencial, y son la parte que se recolecta para ser usada como especia. Las semillas, en número de cuatro en cada fruto, son núculas redondeadas, menudas y rojizas.

## Composición
La planta contiene sustancias tánicas, pentonasas y principios amargos, además de minerales, pero la sustancia principal es la esencia aromática, de color amarillo verdoso compuesta por terpenos, terpineno y origanol (alrededor del 40 %), sabineno y sesquiterpenos en pequeñas cantidades.

## Taxonomía
Origanum majorana fue descrita por Carlos Linneo
Etimología
Ver: Origanum
majorana: epíteto que proviene del ( francés antiguo majorane, latín medieval majorana ) no se deriva directamente de la palabra latina maior = (mayor). La mejorana es nativa de Chipre y el sur de Turquía, y era conocida por los Griegos y Romanos como símbolo de la felicidad.
Sinonimia
- Origanum dubium   Boiss. [1879]
- Origanum syriacum subsp. dubium (Boiss.) Holmboe [1914]
- Origanum majoranoides Willd. [1800]
- Origanum odorum Salisb. [1796]
- Majorana vulgaris Gray [1821]
- Majorana ovatifolia Stokes [1812]
- Majorana hortensis Moench [1794]
- Amaracus majorana (L.) Schinz & Thell.[2]
- Thymus majorana (L.) Kuntze, Taschen-Fl. Leipzig: 106 (1867).
- Majorana majorana (L.) H.Karst., Ill. Repet. Pharm.-Med. Bot.: 999 (1886), nom. inval.
- Origanum salvifolium Roth, Catal. Bot. 2: 48 (1800).
- Majorana ovalifolia Stokes, Bot. Mat. Med. 3: 350 (1812).
- Majorana uncinata Stokes, Bot. Mat. Med. 3: 353 (1812).
- Majorana tenuifolia Gray, Nat. Arr. Brit. Pl. 2: 381 (1821).
- Majorana fragrans Raf., Fl. Tellur. 3: 86 (1837).
- Majorana suffruticosa Raf., Fl. Tellur. 3: 86 (1837).
- Origanum confertum Savi, Giorn. Tosc. Sci. Med. 1: 12 (1840).
- Majorana mexicana M.Martens & Galeotti, Bull. Acad. Roy. Sci. Bruxelles 11(2): 191 (1844).
- Majorana dubia (Boiss.) Briq. in H.G.A.Engler & K.A.E.Prantl, Nat. Pflanzenfam. 4(3a): 307 (1896).[3]

## Importancia económica y cultural

### Usos culinarios
Esta hierba aromática se utiliza como condimento, sola o en combinación con otras hierbas o especias. Se puede consumir fresca o seca y su uso está muy extendido en el entorno del Mediterráneo. Es un ingrediente común en el aderezo de salchichas, quesos y en las salsas de la cocina italiana.
La mejorana está presente en mixturas clásicas como las hierbas provenzales de Francia o en el zataar de Oriente Medio.
Forma parte de recetas como los estofados de caza, las almejas a la malagueña; los guisantes a la catalana; la sopa tarasca y  la cochinita pibil mexicanos;  el pörkölt húngaro;  el żurek polaco y el pölsa sueco.
La infusión de mejorana tiene propiedades sedantes, por lo que es recomendado beberla en casos de problemas de insomnio, ansiedad o nerviosismo.

## Nombres comunes
- Castellano: acapuas, almaraco, almoradijo, almoraduj, almoradux, almoradux casero, almoradux morisco, almoradux salsero, almoraduz, almoraz, amaraco, amáraco, amoradux, anaraco, maiorana, majorana, mayorana, mejorama, mejorana, mejorana bastarda, mejorana dulce, mejorana real, moradux, orégano, sampsuco, maraguje, amaragú.[6]